# Szentviktori Ádám
Szentviktori Ádám (latinul: Adamus Sancti Victoris, franciául: Adam de Saint-Victor), (1122 – 1192. július 11.) középkori francia szerzetes, latin nyelven író Bibliatudós és egyházi költő.
Életéről kevés adat ismert. A párizsi ágostonrendi Szent Viktor-apátság tagja volt, nagy valószínűséggel Szentviktori Hugó és Szentviktori Richárd kortársa. Korának jelentős Biblia-tudósa és egyházi költője. Verseiben komoly teológiai tudás egyesül áradó érzelmi gazdasággal, csillogó színekkel, zengő zeneiséggel és teljes formai tökéletességgel. Ő alakította ki a szekvencia újabb, időmértékes, rímes formáját is. Költői erejével körülbelül olyan helyet foglal el a középkori himnuszköltészetben, mint Prudentius a késő ókoriban, hatása ugyanakkor Szent Ambrus költészetére emlékeztet.

## Művei magyarul
- Szentviktori Ádám Mária-éneke In: Babits Mihály: Amor Sanctus – A középkor latin himnuszai, Magyar Szemle Társaság, Budapest, 1933, 146–152. o.
- Szentviktori Ádám húsvéti éneke In: Babits, i. m., 152–156. o.
- Nagyboldogasszonynapi himnusz In: Sík Sándor: Himnuszok könyve, Szent István Társulat, Budapest, 1943, 297–301. o.
- Karácsonyi himnusz In: Sík, i. m., 301–303. o.
- Húsvéti himnusz In: Sík, i. m., 305–311. o.
- A kereszt dícsérete In: Sík, i. m., 311–313. o.
- Húsvéti himnusz In: (szerk.) Trencsényi-Waldapfel Imre: Világirodalmi antológia II., Tankönyvkiadó Vállalat, Budapest, 1955, 176–177. o.